# هانا اتکینز
هانا دیگز اَتکینز (Hannah Diggs Atkins)‏ (۱ نوامبر ۱۹۲۳ – ۱۷ ژوئن ۲۰۱۰)، از اعضای مجلس نمایندگان اکلاهما طی سال‌های ۱۹۶۸ تا ۱۹۸۰ بود و نخستین زن آمریکایی-آفریقایی محسوب می‌شد که موفق شده بود به این مجلس راه یابد. وی پس از آن، به‌طور همزمان به عنوان دبیر ایالت اکلاهما و مدیر واحد خدمات اجتماعی این ایالت انتخاب شد، از این رو تا سال ۱۹۹۱ و زمان بازنشستگیش، عالی‌رتبه‌ترین زن در دولت ایالتی اکلاهما قلمداد می‌شد.

## اوایل زندگی
هانا دیگز در تاریخ ۱ نوامبر ۱۹۲۳ در شهر وینستون‌سَلِم واقع در کارولینای شمالی از پدر و مادری به نام جیمز و مابل (کندی) دیگز متولد شد. هانا پنجمین فرزند از مجموع شش فرزند خانواده بود. او و خواهرانش همگی مدرک کارشناسی و کارشناسی ارشد داشتند. برادرش، ادوارد اُ. دیگز، نخستین آمریکایی آفریقایی‌تباری بود که در سال ۱۹۶۱ وارد دانشکده پزشکی دانشگاه کارولینای شمالی شد. هانا نیز از میان خواهرانش اولین دختری بود که ازدواج کرد و تنها کسی بود که صاحب فرزند شد.
وی در مدارس دولتی مخصوص رنگین‌پوستان در وینستون‌سلم درس خواند و در سن ۱۵ سالگی به عنوان دانش‌آموز ممتاز از دبیرستان اتکینز فارغ‌التحصیل شد. هانا در سال ۱۹۴۳ مدرک کارشناسی زبان فرانسه و کارشناسی زیست‌شناسی خود را از کالج سنت آگوستین شهر رالی در کارولینای شمالی دریافت کرد. همچنین در سال ۱۹۴۹ در رشته علوم کتابداری از دانشگاه شیکاگو مدرک کارشناسی گرفت. او در دانشکده حقوق دانشگاه شهر اوکلاهما تحصیل کرد و در سال ۱۹۸۹ و درست زمانی که ۶۶ ساله بود، موفق به اخذ مدرک کارشناسی ارشد در رشته مدیریت دولتی از دانشگاه اکلاهما شد.

## ازدواج و کار در کتابخانه
هانا در سال ۱۹۴۳ و درست دو روز پیش از اخذ مدرک کارشناسی در رشته علوم کتابداری از کالج سنت آگوستین با چارلز ان. اتکینز که پزشک بود، ازدواج کرد. این زوج صاحب سه فرزند به نام‌های ادموند ارل، چارلز ناتانائیل و والری آن شدند.
اتکینز در سال ۱۹۴۹ کتابدار بخش مرجع دانشگاه فیسک در نشویل شد. این زوج در سال ۱۹۵۰ به وینستون‌سلم بازگشتند و در آنجا او مسئولیت کتابخانه مدرسه ابتدایی کیمبرلی را برعهده گرفت. وی در رابطه با آغاز کار خود به عنوان کتابدار چنین می‌گوید: «شغل من کتابداری بود. هنوز هم شیفته کتاب هستم. هنوز هم کلی کتاب جمع می‌کنم. وقتی به اینجا آمدم، ناچار هزاران جلد از کتاب‌هایم را به دیگران اهدا کردم. ما از کودکی با کتاب بزرگ شدیم، هر وقت پدرم برای عقد قرارداد به جایی می‌رفت یا از کارولینای جنوبی یا هر جای دیگری برمی‌گشت همیشه به جای آبنبات و خوراکی برای ما کتاب می‌آورد.»
خانواده اتکینز در ۱۹۵۳ عازم غرب ایالت اکلاهما شدند. هانا اتکینز تا سال ۱۹۵۶ کتابدار یکی از کتابخانه‌های عمومی اکلاهما بود. در ۱۹۶۲ کتابدار بخش مرجع کتابخانه ایالتی اکلاهما شد. پس از یک سال، ارتقای شغلی یافت و به عنوان کتابدار ارشد بخش کتب عمومی و حقوقی به کارش ادامه داد. او همچنین در دانشگاه اکلاهما به تدریس حقوق و کتابداری پرداخت. در سال ۱۹۸۹، هانا مدرک کارشناسی ارشد خود را در رشته مدیریت دولتی از دانشگاه اکلاهما دریافت کرد.
اتکینز به عنوان یک کتابدار همواره با سانسور و نژادپرستی مخالفت می‌ورزید. چنانچه در یادداشت پشت جلد کتاب «اخراج دوشیزه روث براون» نیز به این نکته اشاره شده‌است.

## سیاست
اتکینز را بیشتر به عنوان نخستین زن آفریقایی‌تباری حاضر در مجلس نمایندگان اکلاهما می‌شناسند. او از سال ۱۹۶۸ تا ۱۹۸۰ نمایندگی منطقه شصت و هفتم را عهده‌دار بود. اتکینز طی دوران خدمتش لوایح مهمی را تدوین نمود و در جهت تحقق خدمات درمانی، رفاه کودکان، بهبود سلامت روان، حقوق زنان و حقوق مدنی مبارزه کرد. وی رئیس کمیته بهداشت روانی و عمومی بود. به علاوه در کمیته تخصیص بودجه، کمیسیون آموزش و هیئت استانداردهای حرفه‌ای و آموزش عالی نیز فعالیت داشت.
در سال ۱۹۸۰، اتکینز از سوی رئیس‌جمهور جیمی کارتر در سی و پنجمین اجلاس مجمع عمومی سازمان ملل متحد شرکت کرد. او یکی از اعضای کمیته سوم بود که عمدتاً به مسائل سیاسی و اجتماعی می‌پرداخت. وی پس از اتمام مأموریتش در سازمان ملل متحد به اکلاهما بازگشت. اتکینز در فاصله میان سپتامبر تا دسامبر ۱۹۸۲، در مقام مشاور در خدمت کمیسیون شرکت‌های خدماتی اکلاهما بود. فرماندار هنری بلمون در ژانویه ۱۹۸۳ او را به عنوان معاون واحد خدمات اجتماعی انتخاب کرد. رسیدگی به امور سالمندان نیز بخشی از وظایفش بود. وی تا سپتامبر ۱۹۸۷ این مسئولیت را بر عهده داشت. در ژانویه ۱۹۸۷ به عنوان مدیر خدمات اجتماعی در دولت ایالتی انتخاب شد. سپتامبر بعد، دبیری ایالت را نیز به وظایف خود افزود و در هر دو سمت در دولت ایالتی مشغول خدمت شد. علاوه بر وظایف مرسوم دبیر، او نظارت بر واحد بهداشت روان، اداره اصلاحات، هیئت عفو، آزادی مشروط و سایر هیئت‌ها، شوراها و کمیته‌های مرتبط با آنها را نیز بر عهده داشت. وی تا سال ۱۹۹۱ و زمان بازنشستگیش، در میان زنان، عالی‌ترین مقام را در دولت ایالتی اکلاهما دارا بود.

## جوایز، مناصب و وابستگی‌ها
هانا اتکینز در طول دوران خدمتش جوایز و افتخارات بیشماری را از آن خود کرد که جایزه زن سال تتا سیگما پی (۱۹۶۸)، جایزه عموم مردم (۱۹۷۵) و جایزه روز هانا اتکینز در دانشگاه اکلاهما (۱۹۷۸) از جمله آنها بود. نام او در سال ۱۹۸۲ در تالار مشاهیر زنان اکلاهما و در سال ۱۹۸۳ در تالار مشاهیر آمریکایی‌های آفریقایی‌تبار اکلاهما به ثبت رسید. به علاوه در سال ۲۰۰۰ نامش وارد تالار مشاهیر اکلاهما شد. اتکینز یکی از اعضای انجمن زنان آلفا کاپا آلفا و سازمان The Links بود.
در سال ۱۹۹۰، دانشگاه ایالتی اکلاهما به افتخار او یک کرسی وقفی با نام کرسی موقوفه هانا اتکینز در حوزه خدمات اجتماعی راه‌اندازی کرد. در سال ۱۹۹۸ دکترای افتخاری دانشگاه اکلاهما و در سال ۲۰۰۰ دکترای افتخاری دانشگاه ایالتی به او اهدا شد. با ورود به قرن بیست‌ویک، اتکینز به عنوان عضوی از انجمن گرامیداشت بمباران اکلاهما همچنان به خدمت به جامعه ادامه داد. در حال حاضر یادداشت‌های او در دانشگاه ایالتی اکلاهما نگهداری می‌شود.